# Pseudupeneus prayensis
La triglia atlantica (Pseudupeneus prayensis Cuvier, 1829) è un pesce appartenente alla famiglia Mullidae che proviene dalle coste dell'Africa occidentale.

## Distribuzione e habitat
Può raggiungere i 55 cm, anche se di solito non supera i 35.